# Marmaronetta angustirostris

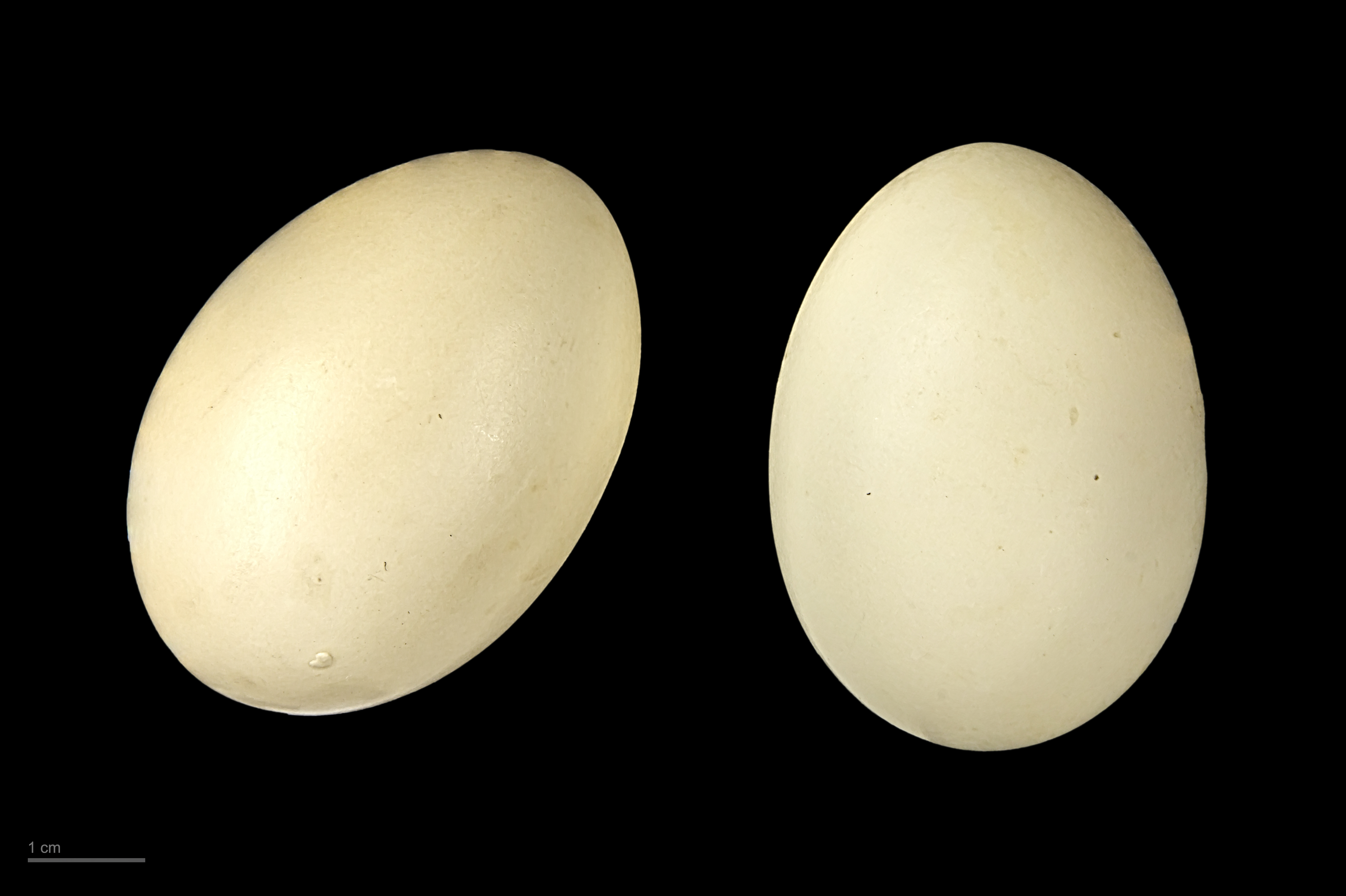
Marmaronetta angustirostris

L'anatra marmorizzata (Marmaronetta angustirostris, Menetries 1832), è un'anatra di medie dimensioni. Veniva solitamente inclusa tra le anatre di superficie, ma attualmente viene classificata come anatra tuffatrice.

## Descrizione
L'anatra marmorizzata è lunga circa 39–42 cm. Gli adulti sono di colore bruno-sabbia pallido, diffusamente chiazzati di bianco, con una macchia oculare scura e la testa irsuta. I giovani sono simili, ma sono più chiazzati di bianco. In volo, le ali appaiono bianche, prive di nessuna colorazione particolare e di nessuno specchio sulle secondarie.

## Distribuzione e habitat
In passato quest'anatra nidificava in gran numero nella regione mediterranea, ma ora è ristretta a pochi siti in Spagna meridionale (in Europa è stimata una popolazione riproduttiva inferiore alle 100 coppie) e in Africa nordoccidentale.  Ad est sopravvive in gruppetti isolati in Turchia, Armenia, Azerbaigian e Iraq. Il suo habitat di nidificazione sono i corsi d'acqua dolce di pianura poco profondi. In alcune aree questi uccelli si allontanano dai terreni di nidificazione e nel periodo invernale sono stati trovati nella zona del Sahel, a sud del Sahara.
Sono uccelli gregari, persino nel periodo della nidificazione. Al di fuori della stagione riproduttiva gli stormi sono spesso piccoli, sebbene in alcune aree siano stati registrati grandi stormi svernanti.
Questi uccelli sono considerati vulnerabili a causa della riduzione delle popolazioni causate dalla distruzione dell'habitat. È una delle specie protette dall'Agreement on the Conservation of African-Eurasian Migratory Waterbirds (AEWA).

## Alimentazione
Questi uccelli si alimentano soprattutto in acque basse, stando in superficie o immergendosi per metà, ma occasionalmente possono anche immergersi completamente. Conosciamo poco sulla loro dieta.